# Alexander Schleicher ASW 27
Dimensions
L'ASW 27 est un planeur de la classe FAI 15 mètres, construit en matériaux composites par Alexander Schleicher GmbH & Co. Il effectua son premier vol en 1995 et fut certifié en 1997. Le W indique que Gerhard Waibel fut l'ingénieur responsable du projet.

## Présentation
L'ASW 27 est équipé de volets de courbure, winglets, d'un train rentrant et d'un système de ballast. La structure du planeur est composée d'un mélange de fibre de carbone, de Kevlar et de polyéthylène.
Ceci a permis à la structure légère et résistante de porter de grandes quantités d'eau dans les ballasts, permettant, selon les conditions climatiques, un grand choix de charges alaires. Le fuselage renforcé a été testé pour vérifier la bonne protection contre l'impact lors d'un crash.
Pour la version B, les winglets ont été rallongés et les réservoirs souples des ballasts ont été remplacés par des ballasts structuraux.
L'ASW 27 est le remplaçant de l'ASW 20 dans la gamme. Il n'a pas de rallonge d'ailes pour porter l'envergure à 18 mètres. C'était une décision de conception pour poursuivre une version sans compromis d'un planeur de 15 mètres d'envergure et les « futures modifications de moteur ou les augmentations postérieures d'envergure ont été spécifiquement éliminées »[réf. souhaitée].
En 2005, l'introduction de l'ASG 29 a complété la gamme dans cette classe, rendant l'ASW 27 obsolète, tout en permettant de voler en 18 mètres et motorisé.